# Giro di Campania 1987
Il Giro di Campania 1987, cinquantacinquesima edizione della corsa, si svolse il 10 marzo 1987 su un percorso di 209 km. La vittoria fu appannaggio dell'italiano Giuseppe Petito, che completò il percorso in 5h33'46", precedendo i connazionali Maurizio Rossi ed Alessandro Paganessi.
Sul traguardo di Sorrento 37 ciclisti, su 117 partiti, portarono a termine la competizione. 

## Ordine d'arrivo (Top 10)
| Pos. | Corridore            | Squadra                | Tempo    |
| ---- | -------------------- | ---------------------- | -------- |
| 1    | Giuseppe Petito      | Gis Gelati-Jollyscarpe | 5h33'46" |
| 2    | Maurizio Rossi       | Ecoflam-BFB Bruciatori | s.t.     |
| 3    | Alessandro Paganessi | Ariostea-Gres          | s.t.     |
| 4    | Gianni Bugno         | Atala-Ofmega           | a 8"     |
| 5    | Franco Chioccioli    | Gis Gelati-Jollyscarpe | s.t.     |
| 6    | Maurizio Fondriest   | Ecoflam-BFB Bruciatori | s.t.     |
| 7    | Giuseppe Calcaterra  | Atala-Ofmega           | a 47"    |
| 8    | Dag Otto Lauritzen   | 7-Eleven               | s.t.     |
| 9    | Ezio Moroni          | Atala-Ofmega           | s.t.     |
| 10   | Marino Amadori       | Ecoflam-BFB Bruciatori | s.t.     |